# Сфанц
Сфанц (молдовське звуконаслідування до німецького zwanzig — двадцять) — типове молдовське позначення цванцигера (20 австрійських срібних крейцерів 18—19 ст.), вживане поряд з іншим розмовним позначенням «сороківець». Ці популярні в Галичині та на Буковині срібні монети, що карбувалися 1753—1848 за конвенційною стопою (6,68 г 583-ї метричної проби), 1852—56 — за зміненою стопою (4,33 г 900-ї проби), 1857—67 — за стопою австрійської валюти (4,13 г 900-ї проби), а 1868—72/78 — за зменшеною вагою (2,67 г 500-ї проби), активно вивозилися через Буковину на територію Молдови. Спекуляція цими «дзвінкими монетами» (moneta sonante) була постійним джерелом прибутку буковинських та галицьких купців.
Цванцигер разом із монетою вартістю 10 крейцерів був панівною монетою на території Австрійської монархії, у т. ч. і на галицьких землях, які з 1772 перебували в її складі.